# Christel Fiebiger
Christel Fiebiger este un om politic german, membru al Parlamentului European în perioada 1999-2004 din partea Germaniei. 
1. ↑  Deputații în Parlamentul European
2. ↑   https://www.parlamentsdokumentation.brandenburg.de/person?search=11776, accesat în 28 aprilie 2024 Lipsește sau este vid: |title= (ajutor)